# Кузнецов, Сергей Ильич
Сергей Ильич Кузнецов (2 июня 1918, Щегловск, Томская губерния — 2010, Москва) — советский легкоатлет (прыжок в длину, десятиборье, эстафетный бег), чемпион и призёр чемпионатов СССР, рекордсмен СССР, призёр чемпионата Европы, участник летних Олимпийских игр 1952 года в Хельсинки, Заслуженный мастер спорта СССР (1946), Заслуженный тренер СССР (1957).

## Биография
Выступал за Вооружённые силы (Москва, Ленинград).
Во время Великой Отечественной войны был курсантом военного училища. Служил связным 2-й стрелковой роты 857-го стрелкового полка 294-й стрелковой дивизии 1-го Украинского фронта. Награжден орденом Отечественной войны II степени, медалью «За боевые заслуги».
Подполковник в отставке.
На чемпионате Европы 1946 года в Осло завоевал серебряную медаль в десятиборье. На Олимпийских играх 1952 года в Хельсинки занял 10-е место в десятиборье.
В 1953 году оставил большой спорт и перешёл на тренерскую работу в ЦСКА. Также тренировал сборную СССР.

## Спортивные результаты
- Чемпионат СССР по лёгкой атлетике 1943 года:
  - Прыжок в длину —  (6,76);
  - Десятиборье —  (6371);
- Чемпионат СССР по лёгкой атлетике 1944 года:
  - Прыжок в длину —  (7,21);
  - Десятиборье —  (6961);
- Чемпионат СССР по лёгкой атлетике 1945 года:
  - Эстафета 4×100 метров —  (42,7);
  - Прыжок в длину —  (7,49);
  - Десятиборье —  (7082);
- Чемпионат СССР по лёгкой атлетике 1946 года:
  - Прыжок в длину —  (7,17);
- Чемпионат СССР по лёгкой атлетике 1947 года:
  - Эстафета 4×100 метров —  (42,6);
  - Прыжок в длину —  (7,15);
  - Десятиборье —  (6806);
- Чемпионат СССР по лёгкой атлетике 1948 года:
  - Прыжок в длину —  (7,19);
- Чемпионат СССР по лёгкой атлетике 1949 года:
  - Прыжок в длину —  (7,16);
- Чемпионат СССР по лёгкой атлетике 1952 года:
  - Десятиборье —  (6478).

## Награды
- Медаль «За трудовую доблесть» (27.04.1957) — «за успехи, достигнутые в деле развития массового физкультурного движения в стране, повышения мастерства советских спортсменов, и успешное выступление на международных соревнованиях»